# Histoire de Béthune

Les armes de la ville de Béthune se blasonnent ainsi :
D’argent à la fasce de gueules.
Ces armoiries sont également celles de la Maison de Béthune.
Ornements extérieurs : croix de chevalier de la Légion d'honneur et croix de guerre 1914-1918.

Cet article retrace l'histoire de la ville de Béthune, dans département du Pas-de-Calais et la région Hauts-de-France.

## Préhistoire
L'homme de Néandertal occupe la région, à proximité d'Arras, il y a 200 000 ans. Des pointes barbelées en os et bois de cervidé (datées autour de 10 000 av. J.-C.) ont été retrouvées à Béthune et Beuvry, ainsi que des outils plus récents dans le marais de Beuvry (- 7000 à - 5000 ans, au mésolithique). Au néolithique (- 4000 à - 1600 ans), l'activité s'oriente vers l'agriculture et l'élevage ; une occupation à l'âge du bronze (- 1600 à - 800) est également attestée sur le territoire de Beuvry.

## Antiquité
À l'époque gallo-romaine, une villa (domaine agricole) occupait le lieu-dit le « Château Brunehau »t.

## Moyen Âge

### Haut Moyen Âge
Les premières traces d'habitation remontent au VIe siècle-VIIe siècle. Le nom de la localité apparaît pour la première fois sous la forme Bitunia au VIIIe siècle.
Vers 502, saint Vaast, évêque d'Arras et évangélisateur de l'Artois, fait construire l'église dédiée à la Vierge au bord de la confluence de la Lawe et de la Blanche, au lieu-dit Catorive (peut-être « Castel de la rive »), devenu pauvre faubourg batelier de Béthune depuis l'extension de la partie navigable de la Lawe jusqu'au centre-ville en 1510. Cette église se trouvait à l'emplacement de l'actuelle école Pasteur. Elle fut consacrée à saint Vaast au début du Xe siècle puis détruite au XVIe siècle par Charles-Quint lors des travaux de fortification de Catorive : l'empereur fit construire une nouvelle église Saint-Vaast au centre de Béthune, la bâtisse la plus caractéristique de la cité aujourd'hui avec le beffroi.
Sous Charlemagne, vers 800 apr. J.-C., le Béthunois compte 4 000 à 5 000 habitants. Cette population est multipliée par 10 dans les 500 années qui suivent.

### Moyen Âge central, la seigneurie de Béthune
Les premières traces écrites mentionnant la seigneurie de Béthune remontent à 940. Cette seigneurie formait le nord-ouest de l'ancienne cité des Atrébates ; elle fut probablement soumise à l'autorité des comtes de Flandre depuis le règne d'Arnoul le Grand et y demeura attachée jusqu'au XIVe siècle.
Les seigneurs de Béthune étaient, à titre héréditaire, avoués de Saint-Vaast d'Arras ; c'est ce qui leur valut la qualification d'avoués de Béthune. En 970, on trouve la première mention du château.
À partir du XIe siècle, les seigneurs de Béthune ont dans la châtellenie de Béthune le même rôle que les autres châtelains flamands. Ils semblent avoir possédé de bonne heure les seigneuries de Warneton et de Cassel.
Le premier avoué de Béthune que l'on retrouve cité est Robert Faissieux (fasciculus), à la fin du Xe siècle et au commencement du XIe siècle. Il possédait la moitié de la seigneurie de Richebourg (au nord-est de Béthune).
Ses successeurs sont : au XIe siècle, Robert II, Robert III ; au XIIe siècle, Robert IV, Guillaume Ier, qui ajoute à son domaine l'autre moitié de Richebourg, Robert V (mort en 1191) et Robert VI (mort en 1193-1194).

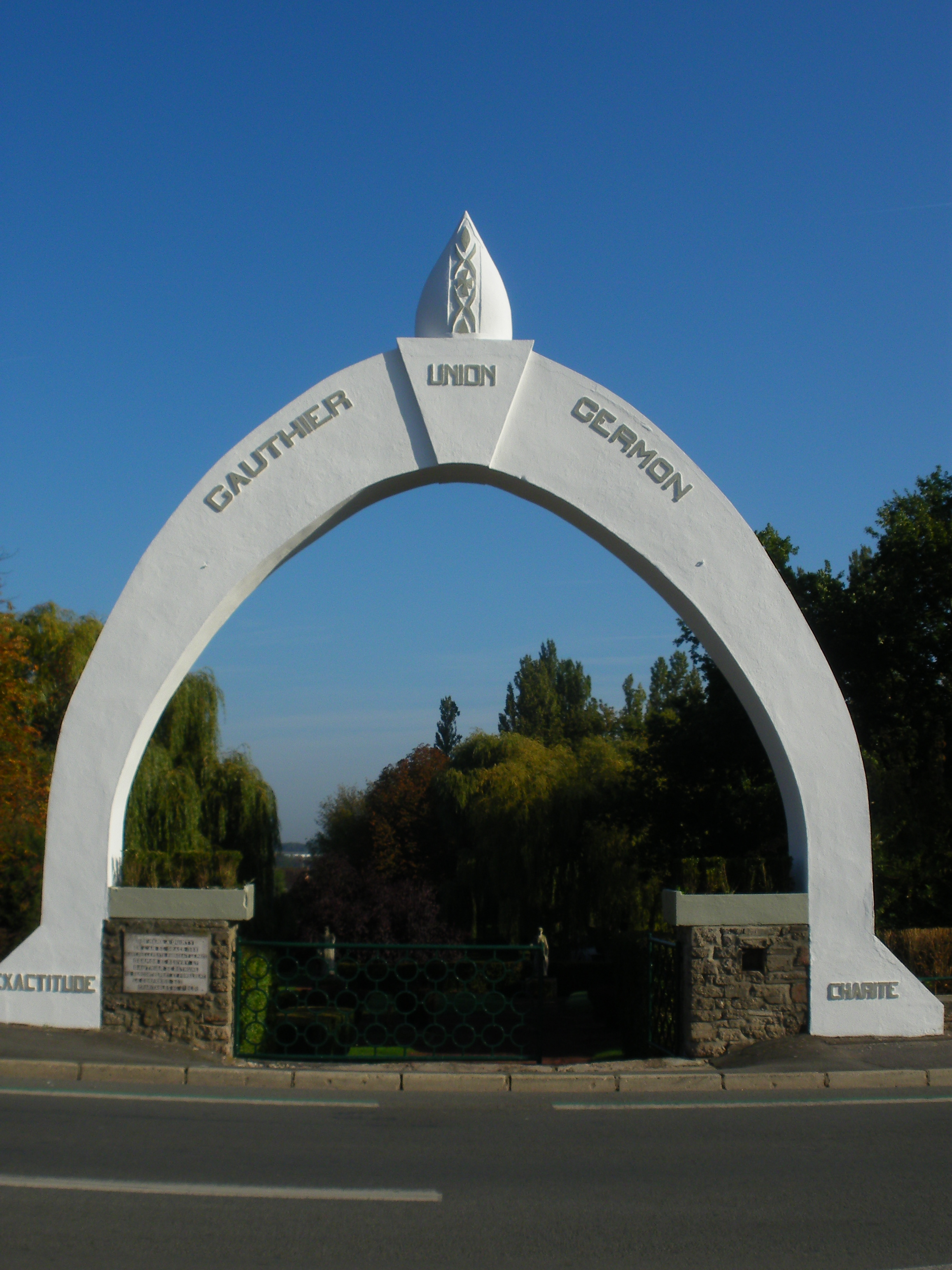
Le parc du Quinty, lieu de la rencontre entre Germon et Gauthier.

Au XIIe siècle, la ville de Béthune, convoitée, est défendue par ses bourgeois contre l'armée flamande. Le bourg fortifié sur 25 hectares s'ouvrait par cinq portes. Les fortifications de la ville sont améliorées et renforcées au fil des siècles.

### La confrérie des Charitables
En 1188, la ville est affectée par une épidémie de peste. Les morts ne sont alors pas enterrés et les malades non soignés. La légende raconte que Saint-Éloi apparaît alors en songe à deux maréchaux ferrants, Germon de Beuvry et Gauthier de Béthune. Il leur demande de se réunir pour fonder une charité. Les deux hommes, réunis au Quinty, créent la Confrérie des Charitables de Saint-Éloi, chargée d'assurer les enterrements de tous. La confrérie existe encore de nos jours.

### La seigneurie de Béthune entre Flandre et France (XIIIe–XIVesiècles)
Robert IV, par la paix d'Arras (1191), devient vassal immédiat du roi de France pour Béthune, Richebourg, mais demeure vassal du comte de Flandre pour Warneton. Son frère Guillaume II, qui lui succède, épouse Mathilde, fille de Gauthier II, héritière de Termonde, Lokeren, Meulebeke et de l'avouerie de Saint-Bavon de Gand. Il meurt en 1213. Viennent ensuite ses deux fils : Daniel qui meurt en 1226 sans postérité, et Robert VII, qui remet en apanage à son frère Guillaume Lokeren et Meulebeke. En 1222, le château est reconstruit et entouré de murailles sur trois côtés.
En 1245 Gui de Dampierre épouse Mathilde (Mahaut), fille de Robert VII. Elle lui apporte en dot les espérances qui se réalisèrent à la mort de son père, en 1248, et qui firent passer au comte de Flandre les seigneuries de Béthune, de Termonde, de Richebourg, de Warneton et l'avouerie d'Arras. En effet, elle n'avait qu'une sœur, Élisabeth, qui obtint une autre part de l'héritage. Robert (dit de Béthune), fils de Gui et de Mahaut, fut investi de l'héritage de la maison de Béthune dès 1265.
En 1297, Gui de Dampierre, comte de Flandre défie le roi de France, Philippe le Bel. Le roi s'empare des plus fortes places de la Flandre. Les bourgeois de Béthune en profitent pour se révolter contre l'autorité du comte de Flandre et se soumettre au roi de France.
La richesse agronomique des sols entraine une certaine prospérité du Béthunois vers 1300, accompagnée d'une forte croissance démographique (population estimée à 40 000 à 50 000 personnes).
À l'avènement de Robert de Béthune, en 1305, il cède à son frère Guillaume Termonde et Richebourg. La châtellenie de Béthune est remise par le traité d'Athis aux mains de Philippe le Bel, qui n'attend pas, pour en disposer, que le traité de Pontoise (1312) rende définitive l'aliénation de la Flandre gallicante. Comme son second fils, Philippe de Poitiers, avait épousé la fille de la comtesse Mahaut d'Artois et que la dot de cette princesse assise en Franche-Comté dépassait le chiffre de la rente convenue, le roi, à titre de dédommagement, lui délivra en 1311 la châtellenie de Béthune, qui devait plus tard, avec la masse de la succession de Mahaut d'Artois, revenir à la Flandre.

### Bas Moyen Âge
Durant la guerre de Cent Ans (XIVe siècle - XVe siècle), les Béthunois défendent avec ténacité la ville des attaques des armées flamandes. En récompense, les bourgeois de Béthune leur permettent la construction d'un beffroi avec droit de cloche et de prison. Le premier beffroi en bois est détruit dans un incendie. Il est reconstruit en grès en 1388.

## Époque moderne

### Béthune sous la domination espagnole
En 1500, Béthune est sous la domination espagnole. Charles Quint renforce les fortifications et fait déplacer l'église Saint-Vaast dans l'enceinte fortifiée. Il aménage le canal de la Lawe. Béthune connaît alors une expansion importante avec le développement de l'industrie drapière et le commerce du grain. Cela favorise l'installation de nombreux corps de métiers : teinturerie, tannerie…

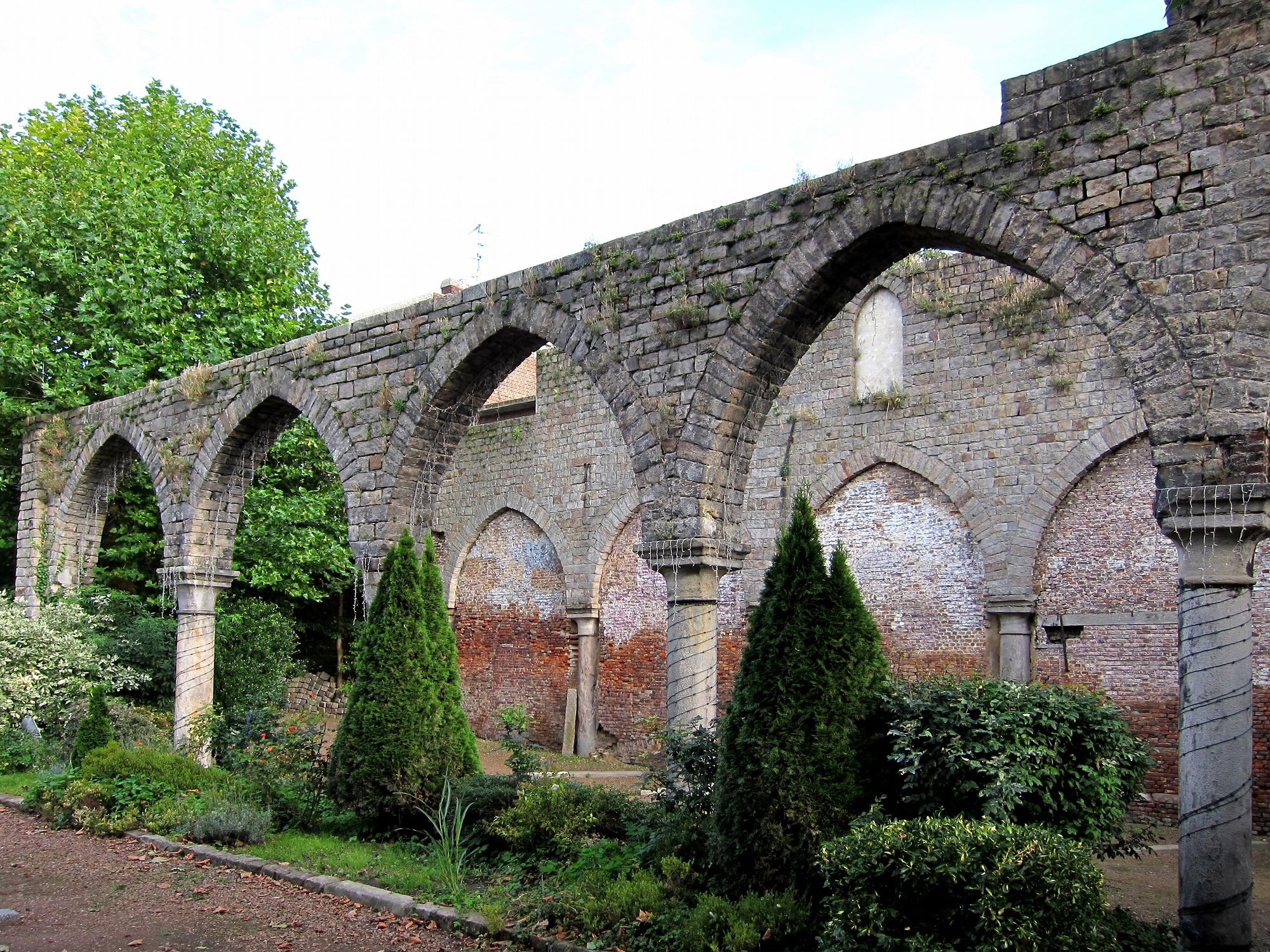
Ruines des Récollets

### Béthune pendant les guerres de Louis XIV
En 1645, la ville est assiégée par les troupes françaises et doit capituler. Louis XIV met fin aux prétentions espagnoles par le traité des Pyrénées (1659) et les remparts de la ville sont renforcés sous la direction de Vauban. L'armée des Alliés, commandée par les Hollandais, assiège la ville en 1710 et Béthune est néerlandaise pendant près de trois ans.

### Béthune à la veille de Révolution française
En 1788, le dernier drapier cesse son activité. À la fin du XVIIIe siècle, l'économie est donc fortement tournée vers l'agriculture et le commerce ; plus de la moitié des terres appartiennent à des privilégiés ou des citadins. Comme tout le royaume de France, Béthune connait l'agitation de la Révolution française : expulsion des congrégations religieuses, exil des familles aristocratiques.

## Epoque contemporaine

### Le charbon et l'industrialisation

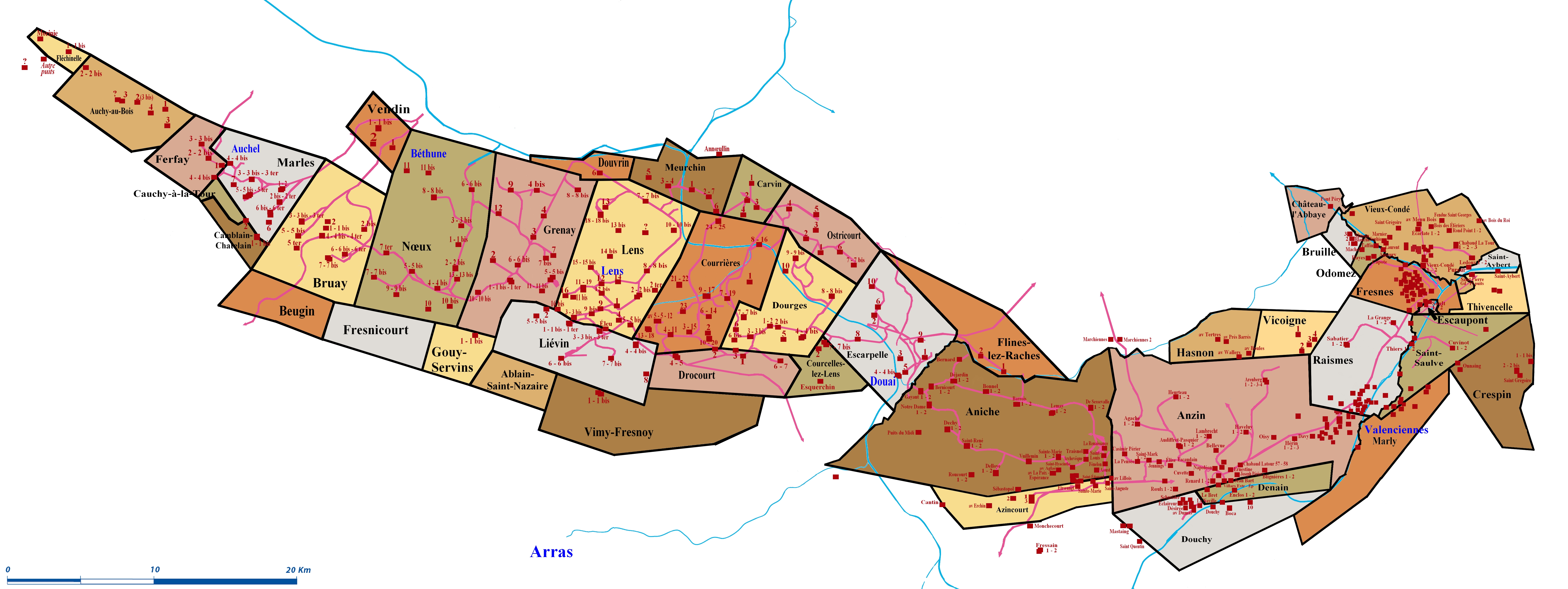
Les puits et les concessions du bassin minier, à l'exception du Boulonnais.

Au début du XIXe siècle, la ville subit deux ouragans en 1800 et 1807, et sa population (surtout les pauvres) une suette (maladie infectieuse) en 1802. L'économie se redresse ensuite, malgré certaines années difficiles (hiver de 1828-1829 ; 5 épidémies de choléra de 1832 à 1866, inondations en 1841, troubles en 1847…). La culture de tabac et d'oléagineux se développe ; la betterave à sucre est cultivée et transformée dans des raffineries locales.
À partir de 1851 (date de la première extraction à Courrières), l'exploitation du charbon est au cœur de l'économie et de la vie locale. Béthune se situe en limite, au nord-ouest des sites miniers. La réalisation de la ligne ferroviaire Paris-Dunkerque relie Béthune à ces villes (en 1861) ainsi qu'à Arras, Lens, Lillers et Hazebrouck. Le canal d'Aire à La Bassée est par ailleurs construit en 1826, et amélioré dans la deuxième partie du siècle. Les remparts sont arasés de 1870 à 1879, l'urbanisation s'étend vers l'est.
L'horlogerie Outrebon s'implante à Béthune à la fin du XIXe siècle.

### Les travaux d'urbanisme du début duXXesiècle

La zone rouge au niveau de l'Artois.

En 1906, une usine de pesage, Aequitas, s'installe en face de l'actuelle « friche Testut » près de la gare et vient conforter le secteur de l'horlogerie. La ville se modernise en se dotant d'un nouvel hôpital (1907), d'une poste (1910) et d'un théâtre (1912) et en développant les réseaux d'assainissement, d'électricité et d'eau courante. En 1909, Béthune est le théâtre de la quadruple exécution des membres de la Bande Pollet.
La Première Guerre mondiale entraine la destruction de près de la moitié de la ville. Dans les arrondissements d'Arras et Béthune, 150 000 ha de terres sont stérilisés.

### La Seconde Guerre mondiale à Béthune
Au début de la Seconde Guerre mondiale, la ville connait successivement l'exode des Belges et des frontaliers (à la mi-mai 1940), des bombardements les 10 et 22 mai, l'arrivée de l'occupant allemand le 24 puis celle des prisonniers des environs.
La population subit des rafles, des prises d'otages, des restrictions et surveillances. La résistance locale s'organise à partir de la fin 1940. De nouveaux bombardements, anglais, ont lieu à partir du 27 avril 1944 et jusqu'au début du mois de juin. Les Allemands quittent Béthune à partir du 1er septembre 1944 ; la libération s'effectue le 4.

### Évolution de la ville après la Seconde Guerre mondiale
En 1956, la fermeture des mines s'organise à l'ouest du bassin minier, du côté de Béthune et Bruay. En 1964, le fabricant de pneus Firestone s'implante à Béthune et emploie plus de 1 500 personnes. La plasturgie emploie également 4 000 personnes dans le secteur de Béthune - Bruay.
Les établissements Testut, spécialisés dans la commercialisation d'appareils de pesage, créés en 1820, s'implantent à Béthune en 1971. En 1983, ils emploient encore 400 personnes. Puis le site ferme et devient une friche, aménagée dans les années 2010 en écoquartier.
En 1987, la ville de Bruay-en-Artois, située dans l'arrondissement de Béthune, fusionne avec sa voisine Labuissière pour devenir Bruay-la-Buissière. Cette fusion permet à la nouvelle commune de concurrencer Béthune au niveau démographique. De son côté, Béthune fusionne aussi avec des communes limitrophes. La fusion avec Verquigneul est réalisée le 10 décembre 1990, ce qui augmente la population béthunoise de 1 600 habitants,. Le 1er janvier 1994, une nouvelle fusion est actée, cette fois avec Beuvry, ce qui amène 9 000 résidents de plus à Béthune. La fusion avec Beuvry est annulée par le préfet le 20 novembre 1997, à la suite de deux pétitions et d'un vote. Verquigneul défusionne de Béthune le 1er janvier 2008 après avoir suivi un processus similaire,,.

## Pour approfondir